# Synthemis pamelae
Synthemis pamelae là loài chuồn chuồn trong họ Synthemistidae. Loài này được Davies mô tả khoa học đầu tiên năm 2002.